# Baron Fraser of Allander

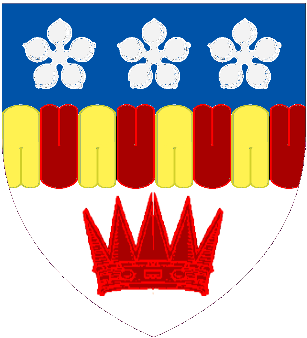
Wappen der Barons Fraser of Allander

Baron Fraser of Allander, of Dineiddwg in the County of Stirling, war ein erblicher britischer Adelstitel in der Peerage of the United Kingdom.
Der Titel wurde am 30. Dezember 1964 für den Unternehmer Sir Hugh Fraser, 1. Baronet, geschaffen. Am 19. Januar 1961 war ihm bereits in der Baronetage of the United Kingdom der fortan nachgeordnete Titel Baronet, of Dineiddwg in the County of Stirling, verliehen worden.
Sein Sohn, der 2. Baron, verzichtete 1966 gemäß dem Peerage Act 1963 auf den Baronstitel. Dadurch ruhte der Titel bis zu seinem Tod am 5. Mai 1987. Da er keine Söhne hinterließ, erloschen die Baronie und die Baronetcy zu diesem Datum.

## Liste der Barons Fraser of Allander (1964)
- Hugh Fraser, 1. Baron Fraser of Allander (1903–1966)
- Hugh Fraser, 2. Baron Fraser of Allander (1936–1987) (Titelverzicht 1966)